# 韓貞女
贞女韩氏，女，保宁（今四川省阆中市）人，明朝人物。
元朝末年，明玉珍据蜀，韩贞女害怕被掠，于是穿上男子衣服，混迹民间。不久，被驱入伍，转战七年，他人都不知道她是女子。后跟随明玉珍击破云南还军，遇其叔父赎她回到成都，才开始改装而行，同时从军之人，无不惊异。洪武四年（1371年），嫁给尹家做媳妇。成都人称她为韩贞女。